# Liste der olympischen Medaillengewinner aus Kanada/A–D
Zurück zur Liste der olympischen Medaillengewinner aus Kanada
- Medaillengewinner E bis K
- Medaillengewinner L bis Q
- Medaillengewinner R bis Z

## Medaillengewinner

### A
- George Abel – Eishockey (1-0-0)
Oslo 1952: Gold, Männer
- Jennifer Abel – Schwimmen (0-1-1)
London 2012: Bronze, Synchronspringen 3 m, Frauen
Tokio 2020: Silber, Synchronspringen 3 m, Frauen
- Reema Abdo – Schwimmen (0-0-1)
Los Angeles 1984: Bronze, 4 × 100-m-Lagenstaffel, Frauen
- Mike Adam – Curling (1-0-0)
Turin 2006: Gold, Männer
- Meghan Agosta – Eishockey (3-1-0)
Turin 2006: Gold, Frauen
Vancouver 2010: Gold, Frauen
Sotschi 2014: Gold, Frauen
Pyeongchang 2018: Silber, Frauen
- Mohammed Ahmed – Leichtathletik (0-1-0)
Tokio 2020: Silber, 5000 m, Männer
- Gordon Aitchison – Basketball (0-1-0)
Berlin 1936: Silber, Männer
- Buffy-Lynne Alexander – Rudern (0-0-1)
Sydney 2000: Bronze, Achter, Frauen
- Lisa Alexander – Synchronschwimmen (0-1-0)
Atlanta 1996: Silber, Gruppe
- Almighty Voice – Lacrosse (0-0-1)
St. Louis 1904: Bronze, Männer
- Jan Alistair Allison – Basketball (0-1-0)
Berlin 1936: Silber, Männer
- Erin Ambrose – Eishockey (1-0-0)
Peking 2022: Gold, Frauen
- Gail Amundrud – Schwimmen (0-0-1)
Montreal 1976: Bronze, 4 × 100-m-Freistilstaffel, Frauen
- Frank Amyot – Kanu (1-0-0)
Berlin 1936: Gold, Einer-Canadier 1000 m, Männer
- Douglas Anakin – Bob (1-0-0)
Innsbruck 1964: Gold, Viererbob, Männer
- David Anderson - Rudern (0-1-0)
Rom 1960: Silber, Achter, Männer
- Jasey-Jay Anderson – Snowboard (1-0-0)
Vancouver 2010: Gold, Parallel-Riesenslalom, Männer
- William Anderson – Radsport (0-0-1)
London 1908: Bronze, 1980 Yards Mannschaftsverfolgung, Männer
- Walter Andrews – Radsport (0-0-1)
London 1908: Bronze, 1980 Yards Mannschaftsverfolgung, Männer
- Dana Antal – Eishockey (1-0-0)
Salt Lake City 2002: Gold, Frauen
- Gillian Apps – Eishockey (3-0-0)
Turin 2006: Gold, Frauen
Vancouver 2010: Gold, Frauen
Sotschi 2014: Gold, Frauen
- Olivia Apps – Rugby (0-1-0)
Paris 2024: Silber, Siebener-Rugby, Frauen
- Dave Archibald – Eishockey (0-1-0)
Albertville 1992: Silber, Männer
- Edward Archibald – Leichtathletik (0-0-1)
London 1908: Bronze, Stabhochsprung, Männer
- Barbara Armbrust – Rudern (0-1-0)
Los Angeles 1984: Silber, Vierer ohne Steuerfrau, Frauen
- Dylan Armstrong – Leichtathletik (0-0-1)
Peking 2008: Bronze, Kugelstoßen, Männer
- Donald Arnold – Rudern (1-1-0)
Melbourne 1956: Gold, Vierer ohne Steuermann, Männer
Rom 1960: Silber, Achter, Männer
- Marco Arop – Leichtathletik (0-1-0)
Paris 2024: Silber, 800 m, Männer
- Mark Astley – Eishockey (0-1-0)
Lillehammer 1994: Silber, Männer
- Robert Attersley – Eishockey (0-1-0)
Squaw Valley 1960: Silber, Männer
- Susan Auch – Eisschnelllauf (0-2-0)
Lillehammer 1994: Silber, 500 m, Frauen
Nagano 1998: Silber, 500 m, Frauen
- Adrian Aucoin – Eishockey (0-1-0)
Lillehammer 1994: Silber, Männer
- Gordon Audley – Eisschnelllauf (0-0-1)
Oslo 1952: Bronze, 500 m, Männer
- Félix Auger-Aliassime – Tennis (0-0-1)
Paris 2024: Bronze, Mixed
- Garnet Ault – Schwimmen (0-0-1)
Amsterdam 1928: Bronze, 4 × 200-m-Freistilstaffel, Männer

### B
- Cameron Baerg – Rudern (0-1-0)
Athen 2004: Silber, Vierer ohne Steuermann, Männer
- Alan Bailey – Rudern (0-1-0)
St. Louis 1904: Silber, Achter, Männer
- Angela Bailey – Leichtathletik (0-1-0)
Los Angeles 1984: Silber, 4 × 100-m-Staffel, Frauen
- Donovan Bailey – Leichtathletik (2-0-0)
Atlanta 1996: Gold, 100 m, Männer
Atlanta 1996: Gold, 4 × 100-m-Staffel, Männer
- Glenys Bakker – Curling (0-0-1)
Turin 2006: Bronze, Frauen
- Gordon Balfour – Rudern (0-0-2)
London 1908: Bronze, Vierer ohne Steuermann, Männer
London 1908: Bronze, Achter, Männer
- James Ball – Leichtathletik (0-1-3)
Amsterdam 1928: Silber, 400 m, Männer
Amsterdam 1928: Bronze, 4 × 400-m-Staffel, Männer
Los Angeles 1932: Bronze, 4 × 400-m-Staffel, Männer
Los Angeles 1932: Bronze, 4 × 400-m-Staffel, Männer
- Darren Barber – Rudern (1-0-0)
Barcelona 1992: Gold, Achter, Männer
- William Barnes – Schießen (0-1-0)
Paris 1924: Silber, Tontaubenschießen Mannschaft, Männer
- Alexandra Barré – Kanu (0-1-1)
Los Angeles 1984: Silber, Zweier-Kajak 500 m, Frauen
Los Angeles 1984: Bronze, Vierer-Kajak 500 m, Frauen
- Kirsten Barnes – Rudern (2-0-0)
Barcelona 1992: Gold, Vierer ohne Steuerfrau, Frauen
Barcelona 1992: Gold, Achter, Frauen
- Cori Bartel – Curling (0-1-0)
Vancouver 2010: Silber, Frauen
- Don Bartlett – Curling (0-1-0)
Salt Lake City 2002: Silber, Männer
- Evert Bastet – Segeln (0-1-0)
Los Angeles 1984: Silber, Flying Dutchman, Männer
- Guillaume Bastille – Shorttrack (1-0-0)
Vancouver 2010: Gold, 5000 m Staffel, Männer
- Steve Bauer – Radsport (0-1-0)
Los Angeles 1984: Silber, Straßenrennen, Männer
- Alexander Baumann – Schwimmen (2-0-0)
Los Angeles 1984: Gold, 200 m Lagen, Männer
Los Angeles 1984: Gold, 400 m Lagen, Männer
- Jon Beare – Rudern (0-0-1)
Peking 2008: Bronze, Leichtgewichts-Vierer, Männer
- George Beattie – Schießen (0-3-0)
London 1908: Silber, Wurfscheibenschießen, Männer
London 1908: Silber, Wurfscheibenschießen Mannschaft, Männer
Paris 1924: Silber, Tontaubenschießen Mannschaft, Männer
- Catherine Beauchemin-Pinard – Judo (0-0-1)
Tokio 2020: Bronze, Halbmittelgewicht, Frauen
- Alex Beaulieu-Marchand – Freestyle-Skiing (0-0-1)
Pyeongchang 2018: Bronze, Slopestyle, Männer
- Lyne Beaumont – Synchronschwimmen (0-0-1)
Sydney 2000: Bronze, Gruppe
- Kelly Béchard – Eishockey (1-0-0)
Salt Lake City 2002: Gold, Frauen
- Janine Beckie – Fußball (1-0-1)
Rio de Janeiro 2016: Bronze, Frauen
Tokio 2020: Gold, Frauen
- Éric Bédard – Shorttrack (2-1-1)
Nagano 1998: Gold, 5000 m Staffel, Männer
Nagano 1998: Bronze, 1000 m, Männer
Salt Lake City 2002: Gold, 5000 m Staffel, Männer
Turin 2006: Silber, 5000 m Staffel, Männer
- Myriam Bédard – Biathlon (2-0-1)
Albertville 1992: Bronze, 15 km, Frauen
Lillehammer 1994: Gold, 7,5 km, Frauen
Lillehammer 1994: Gold, 15 km, Frauen
- Josée Bélanger – Fußball (0-0-1)
Rio de Janeiro 2016: Bronze, Frauen
- Ed Belfour – Eishockey (1-0-0)
Salt Lake City 2002: Gold, Männer
- Arthur Bell – Rudern (0-1-0)
Paris 1924: Silber, Achter, Männer
- Ashton Bell – Eishockey (1-0-0)
Peking 2022: Gold, Frauen
- Florence Bell – Leichtathletik (1-0-0)
Amsterdam 1928: Gold, 4 × 100-m-Staffel, Frauen
- Meaghan Benfeito – Schwimmen (0-0-3)
London 2012: Bronze, Synchronspringen 10 m, Frauen
Rio de Janeiro 2016: Bronze, Turmspringen, Frauen
Rio de Janeiro 2016: Bronze, Synchronspringen 10 m, Frauen
- Brittany Benn – Rugby (0-0-1)
Rio de Janeiro 2016: Bronze, Siebener-Rugby, Frauen
- Jamie Benn – Eishockey (1-0-0)
Sotschi 2014: Gold, Männer
- Douglas Bennett – Kanu (0-1-0)
London 1948: Silber, Einer-Canadier 1000 m, Männer
- Maurice Benoit – Eishockey (0-1-0)
Squaw Valley 1960: Silber, Männer
- Robert Benson – Eishockey (1-0-0)
Antwerpen 1920: Gold, Männer
- Gabriel Bergen – Rudern (0-1-0)
London 2012: Silber, Achter Männer
- Mark Berger – Judo (0-0-1)
Los Angeles 1984: Bronze, Schwergewicht, Männer
- Patrice Bergeron – Eishockey (2-0-0)
Vancouver 2010: Gold, Männer
Sotschi 2014: Gold, Männer
- Fancy Bermudez – Rugby (0-1-0)
Paris 2024: Silber, Siebener-Rugby, Frauen
- Cheryl Bernard – Curling (0-1-0)
Vancouver 2010: Silber, Frauen
- Jan Betker – Curling (1-0-0)
Nagano 1998: Gold, Frauen
- Sylvie Bernier – Wasserspringen (1-0-0)
Los Angeles 1984: Gold, Kunstspringen, Frauen
- Allison Beveridge – Radsport (0-0-1)
Rio de Janeiro 2016: Bronze, Teamverfolgung, Frauen
- Laryssa Biesenthal – Rudern (0-0-2)
Atlanta 1996: Bronze, Doppelvierer, Frauen
Sydney 2000: Bronze, Achter, Frauen
- Sohen Biln – Rudern (0-1-0)
Rom 1960: Silber, Achter, Männer
- Alexandre Bilodeau – Freestyle-Skiing (1-0-0)
Vancouver 2010: Gold, Moguls, Männer
Sotschi 2014: Gold, Moguls, Männer
- David Bissett – Bob (0-0-1)
Vancouver 2010: Bronze, Viererbob, Männer
- Archibald Black – Rudern (0-1-0)
Paris 1924: Silber, Vierer ohne Steuermann, Männer
- John Black – Schießen (0-1-0)
Paris 1924: Silber, Tontaubenschießen Mannschaft, Männer
- Frédéric Blackburn – Shorttrack (0-2-0)
Albertville 1992: Silber, 1000 m, Männer
Albertville 1992: Silber, 5000 m Staffel, Männer
- Black Eagle – Lacrosse (0-0-1)
St. Louis 1904: Bronze, Männer
- Black Hawk – Lacrosse (0-0-1)
St. Louis 1904: Bronze, Männer
- Jerome Blake – Leichtathletik (1-1-0)
Tokio 2020: Silber, 4 × 100 m, Männer
Paris 2024: Gold, 4 × 100 m, Männer
- Rob Blake – Eishockey (1-0-0)
Salt Lake City 2002: Gold, Männer
- Élie Blanchard – Lacrosse (1-0-0)
St. Louis 1904: Gold, Männer
- Ted-Jan Bloemen – Eisschnelllauf (1-1-0)
Pyeongchang 2018: Gold, 10.000 m, Männer
Pyeongchang 2018: Silber, 5000 m, Männer
- Ivanie Blondin – Shorttrack (1-1-0)
Peking 2022: Gold, Teamverfolgung, Frauen
Peking 2022: Silber, Massenstart, Frauen
- Laurie Blouin – Snowboard (0-1-0)
Pyeongchang 2018: Silber, Slopestyle, Frauen
- Gilmour Boa – Schießen (0-0-1)
Melbourne 1956: Bronze, Kleinkaliber liegend, Männer
- Donald Boal – Rudern (0-0-1)
Los Angeles 1932: Bronze, Achter, Männer
- Tessa Bonhomme – Eishockey (1-0-0)
Vancouver 2010: Gold, Frauen
- Dominique Bosshart – Taekwondo (0-0-1)
Sydney 2000: Bronze, Klasse über 67 kg, Frauen
- Jennifer Botterill – Eishockey (3-1-0)
Nagano 1998: Silber, Frauen
Salt Lake City 2002: Gold, Frauen
Turin 2006: Gold, Frauen
Vancouver 2010: Gold, Frauen
- Gaétan Boucher – Eisschnelllauf (2-1-1)
Lake Placid 1980: Silber, 1000 m, Männer
Sarajevo 1984: Gold, 1000 m, Männer
Sarajevo 1984: Gold, 1500 m, Männer
Sarajevo 1984: Bronze, 500 m, Männer
- Christine Boudrias – Shorttrack (0-1-1)
Lillehammer 1994: Silber, 3000 m Staffel, Frauen
Nagano 1998: Bronze, 3000 m Staffel, Frauen
- Gardner Boultbee – Segeln (0-0-1)
Los Angeles 1932: Bronze, 6-Meter-Klasse
- Roger Bourbonnais – Eishockey (0-0-1)
Grenoble 1968: Bronze, Männer
- Munroe Bourne – Schwimmen (0-0-1)
Amsterdam 1928: Bronze, 4 × 200-m-Freistilstaffel, Männer
- Kim Boutin – Shorttrack (0-1-3)
Pyeongchang 2018: Silber, 1000 m, Frauen
Pyeongchang 2018: Bronze, 500 m, Frauen
Pyeongchang 2018: Bronze, 1500 m, Frauen
Pyeongchang 2022: Bronze, 500 m, Frauen
- Jay Bouwmeester – Eishockey (1-0-0)
Sotschi 2014: Gold, Männer
- Norris Bowden – Eiskunstlauf (0-1-0)
Cortina d’Ampezzo 1956: Silber, Paarlauf
- MacKenzie Boyd-Clowes – Skispringen (0-0-1)
Pyeongchang 2022: Bronze, Mannschaftsspringen, Mixed
- Phil Boyd – Rudern (0-1-0)
St. Louis 1904: Silber, Achter, Männer
- Dave Boyes – Rudern (0-1-0)
Atlanta 1996: Silber, Leichtgewichts-Vierer ohne Steuermann, Männer
- Dan Boyle – Eishockey (1-0-0)
Vancouver 2010: Gold, Männer
- Marilyn Brain – Rudern (0-1-0)
Los Angeles 1984: Silber, Vierer ohne Steuerfrau, Frauen
- Bailey Bram – Eishockey (0-1-0)
Pyeongchang 2018: Silber, Frauen
- Iain Brambell – Rudern (0-0-1)
Peking 2008: Bronze, Leichtgewichts-Vierer, Männer
- Jean-Luc Brassard – Freestyle-Skiing (1-0-0)
Lillehammer 1994: Gold, Moguls, Männer
- Isabelle Brasseur – Eiskunstlauf (0-0-2)
Albertville 1992: Bronze, Paarlauf
Lillehammer 1994: Bronze, Paarlauf
- Janice Bremner – Synchronschwimmen (0-1-0)
Atlanta 1996: Silber, Gruppe
- William Brennaugh – Lacrosse (1-0-0)
St. Louis 1904: Gold, Männer
- Patrick Brennan – Lacrosse (1-0-0)
London 1908: Gold, Männer
- Veronica Brenner – Freestyle-Skiing (0-1-0)
Salt Lake City 2002: Silber, Aerials, Frauen
- Eric Brewer – Eishockey (1-0-0)
Salt Lake City 2002: Gold, Männer
- George Bretz – Lacrosse (1-0-0)
St. Louis 1904: Gold, Männer
- Calvin Bricker – Leichtathletik (0-1-1)
London 1908: Bronze, Weitsprung, Männer
Stockholm 1912: Silber, Weitsprung, Männer
- Thérèse Brisson – Eishockey (1-1-0)
Nagano 1998: Silber, Frauen
Salt Lake City 2002: Gold, Frauen
- John Broderick – Lacrosse (1-0-0)
London 1908: Gold, Männer
- Kenneth Broderick – Eishockey (0-0-1)
Grenoble 1968: Bronze, Männer
- Denis Brodeur – Eishockey (0-0-1)
Cortina d’Ampezzo 1956: Bronze, Männer
- Martin Brodeur – Eishockey (2-0-0)
Salt Lake City 2002: Gold, Männer
Vancouver 2010: Gold, Männer
- Charles Brooker – Eishockey (0-0-1)
Cortina d’Ampezzo 1956: Bronze, Männer
- Dorothy Brookshaw – Leichtathletik (0-0-1)
Berlin 1936: Bronze, 4 × 100-m-Staffel, Frauen
- Todd Brost – Eishockey (0-1-0)
Albertville 1992: Silber, Männer
- Aaron Brown – Leichtathletik (1-1-1)
Rio de Janeiro 2016: Bronze, 4 × 100 m, Männer
Tokio 2020: Silber, 4 × 100 m, Männer
Paris 2024: Gold, 4 × 100 m, Männer
- Jeremiah Brown – Rudern (0-1-0)
London 2012: Silber, Achter Männer
- Lascelles Brown – Bob (0-1-1)
Turin 2006: Silber, Zweierbob, Männer
Vancouver 2010: Bronze, Viererbob, Männer
- Shelley-Ann Brown – Bob (0-1-0)
Vancouver 2010: Silber, Zweierbob, Frauen
- Caroline Brunet – Kanu (0-2-1)
Atlanta 1996: Silber, Einer-Kajak 500 m, Frauen
Sydney 2000: Silber, Einer-Kajak 500 m, Frauen
Athen 2004: Bronze, Einer-Kajak 500 m, Frauen
- Ashley Brzozowicz – Rudern (0-1-0)
London 2012: Silber, Achter Frauen
- Kadeisha Buchanan – Fußball (1-0-1)
Rio de Janeiro 2016: Bronze, Frauen
Tokio 2020: Gold, Frauen
- Petra Burka – Eiskunstlauf (0-0-1)
Innsbruck 1964: Bronze, Einzel, Frauen
- Sean Burke – Eishockey (0-1-0)
Albertville 1992: Silber, Männer
- Jason Burnett – Trampolinturnen (0-1-0)
Peking 2008: Silber, Männer
- William Burns – Lacrosse (1-0-0)
St. Louis 1904: Gold, Männer
- Everard Butler - Rudern (0-0-1)
Stockholm 1912: Bronze, Einer Männer
- Jeffrey Buttle – Eiskunstlauf (0-0-1)
Turin 2006: Bronze, Einzel, Männer
- Andrew Byrnes – Rudern (1-1-0)
Peking 2008: Gold, Achter, Männer
London 2012: Silber, Achter, Männer
- Walter Byron – Eishockey (1-0-0)
Antwerpen 1920: Gold, Männer

### C
- Raymond Cadieux – Eishockey (0-0-1)
Grenoble 1968: Bronze, Männer
- Larry Cain – Kanu (1-1-0)
Los Angeles 1984: Gold, Einer-Canadier 500 m, Männer
Los Angeles: Silber, Einer-Canadier 1000 m, Männer
- Jenna Caira – Softball (0-0-1)
Tokio 2020: Bronze, Frauen
- David Calder – Rudern (0-1-0)
Peking 2008: Silber, Zweier ohne Steuermann, Männer
- Stephen Calder – Segeln (0-0-1)
Los Angeles 1984: Bronze, Soling, Männer
- Hilary Caldwell – Schwimmen (0-0-1)
Rio de Janeiro 2016: Bronze, 200 m Rücken, Frauen
- Hilda Cameron – Leichtathletik (0-0-1)
Berlin 1936: Bronze, 4 × 100-m-Staffel, Frauen
- Jack Cameron – Eishockey (1-0-0)
Chamonix 1924: Gold, Männer
- Michelle Cameron – Synchronschwimmen (1-0-0)
Seoul 1988: Gold, Duett
- Tracy Cameron – Rudern (0-0-1)
Peking 2008: Bronze, Leichtgewichts-Doppelzweier, Frauen
- Cassie Campbell – Eishockey (2-1-0)
Nagano 1998: Silber, Frauen
Salt Lake City 2002: Gold, Frauen
Turin 2006: Gold, Frauen
- Derrick Campbell – Shorttrack (1-0-0)
Nagano 1998: Gold, 5000 m Staffel, Männer
- George Campbell – Lacrosse (1-0-0)
London 1908: Gold, Männer
- Ivor Campbell – Rudern (0-1-0)
- Kristen Campbell – Eishockey (1-0-0)
Peking 2022: Gold, Frauen
Paris 1924: Silber, Achter, Männer
- Gillian Carleton – Radsport (0-0-1)
London 2012: Bronze, Mannschaftsverfolgung, Frauen
- Jeff Carter – Eishockey (1-0-0)
Sotschi 2014: Gold, Männer
- Claire Carver-Dias – Synchronschwimmen (0-0-1)
Sydney 2000: Bronze, Gruppe
- Ethel Catherwood – Leichtathletik (1-0-0)
Amsterdam 1928: Gold, Hochsprung, Frauen
- George Cattanach – Lacrosse (1-0-0)
St. Louis 1904: Gold, Männer
- Angela Chalmers – Leichtathletik (0-0-1)
Barcelona 1992: Bronze, 3000 m, Frauen
- Carlton Chambers – Leichtathletik (1-0-0)
Atlanta 1996: Gold, 4 × 100-m-Staffel, Männer
- Erin Chan – Synchronschwimmen (0-0-1)
Sydney 2000: Bronze, Gruppe
- Patrick Chan – Eiskunstlauf (1-2-0)
Sotschi 2014: Silber, Einzel, Männer
Sotschi 2014: Silber, Team
Pyeongchang 2018: Gold, Team
- Allysha Chapman – Fußball (1-0-1)
Rio de Janeiro 2016: Bronze, Frauen
Tokio 2020: Gold, Frauen
- Arthur Chapman – Basketball (0-1-0)
Berlin 1936: Silber, Männer
- Charles Winston Chapman – Basketball (0-1-0)
Berlin 1936: Silber, Männer
- Isabelle Charest – Shorttrack (0-1-2)
Lillehammer 1994: Silber, 3000 m Staffel, Frauen
Nagano 1998: Bronze, 3000 m Staffel, Frauen
Salt Lake City 2002: Bronze, 3000 m Staffel, Frauen
- Maude Charron – Gewichtheben (1-1-0)
Tokio 2020: Gold, Mittelgewicht, Frauen
Paris 2024: Silber, Mittelgewicht, Frauen
- Harvey Charters – Kanu (0-1-1)
Berlin 1936: Silber, Zweier-Canadier, 10.000 m, Männer
Berlin 1936: Bronze, Zweier-Canadier 1000 m, Männer
- Isabelle Chartrand – Eishockey (1-0-0)
Salt Lake City 2002: Gold, Frauen
- John Child – Beachvolleyball (0-0-1)
Atlanta 1996: Bronze, Männer
- Otto Christman – Fußball (1-0-0)
St. Louis 1904: Gold, Männer
- Mélissa Citrini-Beaulieu – Wasserspringen (0-1-0)
Tokio 2020: Silber, 3 m Synchronspringen, Frauen
- Barbara Clark – Schwimmen (0-0-1)
Montreal 1976: Bronze, 4 × 100-m-Freistilstaffel, Frauen
- Emily Clark – Eishockey (1-0-0)
Peking 2022: Gold, Frauen
- Karen Clark – Synchronschwimmen (0-1-0)
Atlanta 1996: Silber, Gruppe
- Stephen Clarke – Schwimmen (0-0-1)
Barcelona 1992: Bronze, 4 × 100-m-Lagenstaffel, Männer
- Jonathan Cleveland – Schwimmen (0-0-1)
Barcelona 1992: Bronze, 4 × 100-m-Lagenstaffel, Männer
- Leslie Cliff – Schwimmen (0-1-0)
München 1972: Silber, 400 m Lagen, Frauen
- George Cloutier – Lacrosse (1-0-0)
St. Louis 1904: Gold, Männer
- Ryan Cochrane – Schwimmen (0-1-1)
Peking 2008: Bronze, 1500 m Freistil, Männer
London 2012: Silber, 1500 m Freistil, Männer
- Benjamin Coakwell – Bob (0-0-1)
Peking 2022: Bronze, Viererbob, Männer
- Karen Cockburn – Trampolinturnen (0-2-1)
Sydney 2000: Bronze, Frauen
Athen 2004: Silber, Frauen
Peking 2008: Silber, Frauen
- Bill Cockburn – Eishockey (1-0-0)
Lake Placid 1932: Gold, Männer
- Ernie Collett – Eishockey (1-0-0)
Chamonix 1924: Gold, Männer
- Bill Colvin – Eishockey (0-0-1)
Cortina d’Ampezzo 1956: Bronze, Männer
- Mac Cone – Reiten (0-1-0)
Peking 2008: Silber, Springreiten Mannschaft
- Paul Conlin – Eishockey (0-0-1)
Grenoble 1968: Bronze, Männer
- James Connelly – Eishockey (0-1-0)
Squaw Valley 1960: Silber, Männer
- Myrtle Cook – Leichtathletik (1-0-0)
Amsterdam 1928: Gold, 4 × 100-m-Staffel, Frauen
- Alysha Corrigan – Rugby (0-1-0)
Paris 2024: Silber, Siebener-Rugby, Frauen
- Robin Corsiglia – Schwimmen (0-0-1)
Montreal 1976: Bronze, 4 × 100-m-Lagenstaffel, Frauen
- Marilyn Corson – Schwimmen (0-0-1)
Mexiko-Stadt 1968: Bronze, 4 × 100-m-Freistilstaffel, Frauen
- Aubert Côté – Ringen (0-0-1)
London 1908: Bronze, Bantamgewicht Freistil, Männer
- Paul Côté – Segeln (0-0-1)
München 1972: Bronze, Soling
- Angela Coughlan – Schwimmen (0-0-1)
Mexiko-Stadt 1968: Bronze, 4 × 100-m-Freistilstaffel, Frauen
- Charle Cournoyer – Shorttrack (0-0-2)
Sotschi 2014: Bronze, 500 m, Männer
Pyeongchang 2018: Bronze, 5000 m Staffel, Männer
- Sandy Cowan – Lacrosse (1-0-0)
St. Louis 1904: Gold, Männer
- Elizabeth Craig – Rudern (0-1-0)
Los Angeles 1984: Silber, Zweier ohne Steuerfrau, Frauen
- Toller Cranston – Eiskunstlauf (0-0-1)
Innsbruck 1976: Bronze, Einzel, Männer
- Chandra Crawford – Skilanglauf (1-0-0)
Turin 2006: Gold, Sprint, Frauen
- Dean Crawford – Rudern (1-0-0)
Los Angeles 1984: Gold, Achter, Männer
- James Crawford – Ski Alpin (0-0-1)
Pyeongchang 2022: Bronze, Kombination, Männer
- Shannon Crawford – Rudern (1-0-0)
Barcelona 1992: Gold, Achter, Frauen
- Ernest Cribb – Segeln (0-1-0)
Los Angeles 1932: Silber, 8-Meter-Klasse, Männer
- Charmaine Crooks – Leichtathletik (0-1-0)
Los Angeles 1984: Silber, 4 × 400-m-Staffel, Frauen
- Andrew Crosby – Rudern (1-0-0)
Barcelona 1992: Gold, Achter, Männer
- Sidney Crosby – Eishockey (2-0-0)
Vancouver 2010: Gold, Männer
Sotschi 2014: Gold, Männer
- Caroline Crossley – Rugby (0-1-0)
Paris 2024: Silber, Siebener-Rugby, Frauen
- Bill Crothers – Leichtathletik (0-1-0)
Tokio 1964: Silber, 800 m, Männer
- Will Crothers – Rudern (0-1-0)
London 2012: Silber, Achter Männer
- Charles Crowe – Schießen (0-0-1)
London 1908: Bronze, Armeegewehr Mannschaft, Männer
- Clifford Crowley – Eishockey (1-0-0)
Lake Placid 1932: Gold, Männer
- Douglas Csima – Rudern (0-1-0)
London 2012: Silber, Achter Männer
- Angela Cutrone – Shorttrack (1-1-0)
Albertville 1992: Gold, 3000 m Staffel, Frauen
Lillehammer 1994: Silber, 3000 m Staffel, Frauen

### D
- Sabrina D’Angelo – Fußball (0-0-1)
Rio de Janeiro 2016: Bronze, Frauen
- Gabriela Dabrowski – Tennis (0-0-1)
Paris 2024: Bronze, Mixed
- Frances Dafoe – Eiskunstlauf (0-1-0)
Cortina d’Ampezzo 1956: Silber, Paarlauf
- Kevin Dahl – Eishockey (0-1-0)
Albertville 1992: Silber, Männer
- Laurent Daignault – Shorttrack (0-1-0)
Albertville 1992: Silber, 5000 m Staffel, Männer
- Michel Daignault – Shorttrack (0-1-0)
Albertville 1992: Silber, 5000 m Staffel, Männer
- Sylvie Daigle – Shorttrack (1-1-0)
Albertville 1992: Gold, 3000 m Staffel, Frauen
Lillehammer 1994: Silber, 3000 m Staffel, Frauen
- Gabrielle Daleman – Eiskunstlauf (1-0-0)
Pyeongchang 2018: Gold, Team
- Chloe Daniels – Rugby (0-1-0)
Paris 2024: Silber, Siebener-Rugby, Frauen
- Arne Dankers – Eisschnelllauf (0-1-0)
Turin 2006: Silber, Teamverfolgung, Männer
- Mélodie Daoust – Eishockey (2-1-0)
Sotschi 2014: Gold, Frauen
Pyeongchang 2018: Silber, Frauen
Peking 2022: Gold, Frauen
- Carolyn Darbyshire – Curling (0-1-0)
Vancouver 2010: Silber, Frauen
- Hannah Darling – Rugby (0-0-1)
Rio de Janeiro 2016: Bronze, Siebener-Rugby, Frauen
- John Davies – Eishockey (1-0-0)
Oslo 1952: Gold, Männer
- Heather Davis – Rudern (0-0-1)
Sydney 2000: Bronze, Achter, Frauen
- Victor Davis – Schwimmen (1-3-0)
Los Angeles 1984: Gold, 200 m Brust, Männer
Los Angeles 1984: Silber, 100 m Brust, Männer
Los Angeles 1984: Silber, 4 × 100-m-Lagenstaffel, Männer
Seoul 1988: Silber, 4 × 100-m-Lagenstaffel, Männer
- Billie Dawe – Eishockey (1-0-0)
Oslo 1952: Gold, Männer
- Eva Dawes – Leichtathletik (0-0-1)
Los Angeles 1932: Bronze, Hochsprung, Frauen
- Edward Dawson – Basketball (0-1-0)
Berlin 1936: Silber, Männer
- James Day – Reiten (1-0-0)
Mexiko-Stadt 1968: Gold, Springreiten Mannschaft
- Maxwell Deacon – Eishockey (0-1-0)
Garmisch-Partenkirchen 1936: Silber, Männer
- David Defiagbon – Boxen (0-1-0)
Atlanta 1996: Silber, Schwergewicht, Männer
- Christine de Bruin – Bob (0-0-1)
Pyeongchang 2022: Bronze, Monobob, Frauen
- Andre De Grasse – Leichtathletik (2-2-3)
Rio de Janeiro 2016: Bronze, 100 m, Männer
Rio de Janeiro 2016: Silber, 200 m, Männer
Rio de Janeiro 2016: Bronze, 4 × 100 m, Männer
Tokio 2020: Bronze, 100 m, Männer
Tokio 2020: Gold, 200 m, Männer
Tokio 2020: Silber, 4 × 100 m, Männer
Paris 2024: Gold, 4 × 100 m, Männer
- Christa Deguchi – Judo (1-0-0)
Paris 2024: Gold, Leichtgewicht, Frauen
- Mark de Jonge – Kanu (0-0-1)
London 2012: Bronze, Einer-Kajak 200 m, Männer
- Megan Delehanty – Rudern (1-0-0)
Barcelona 1992: Gold, Achter, Frauen
- Charlie Delahey – Eishockey (1-0-0)
St. Moritz 1928: Gold, Männer
- Jacques Demers – Gewichtheben (0-1-0)
Los Angeles 1984: Silber, Mittelgewicht, Männer
- Abigail Dent – Rudern (0-1-0)
Paris 2024: Silber, Achter, Frauen
- Ann-Renée Desbiens – Eishockey (1-1-0)
Pyeongchang 2018: Silber, Frauen
Peking 2022: Gold, Frauen
- Étienne Desmarteau – Leichtathletik (1-0-0)
St. Louis 1904: Gold, Gewichtweitwurf, Männer
- Alexandre Despatie – Wasserspringen (0-2-0)
Athen 2004: Silber, Kunstspringen, Männer
Peking 2008: Silber, Kunstspringen, Männer
- Willie deWit – Boxen (0-1-0)
Los Angeles 1984: Silber, Schwergewicht, Männer
- Diane Dezura – Curling (0-1-0)
Salt Lake City 2002: Silber, Frauen
- Walter D’Hondt – Rudern (1-1-0)
Melbourne 1956: Gold, Vierer ohne Steuermann, Männer
Rom 1960: Silber, Achter, Männer
- Robert Dickson – Eishockey (1-0-0)
Oslo 1952: Gold, Männer
- Judy Diduck – Eishockey (0-1-0)
Nagano 1998: Silber, Frauen
- Wallace Diestelmeyer – Eiskunstlauf (0-0-1)
St. Moritz 1948: Bronze, Paarlauf
- Gus Dillon – Lacrosse (1-0-0)
London 1908: Gold, Männer
- Deidra Dionne – Freestyle-Skiing (0-1-0)
Salt Lake City 2002: Silber, Aerials, Frauen
- Gary Dineen – Eishockey (0-0-1)
Grenoble 1968: Bronze, Männer
- Pascal Dion – Shorttrack (1-0-1)
Pyeongchang 2018: Bronze, 5000 m Staffel, Männer
Peking 2022: Gold, 5000 m Staffel, Männer
- Frank Dixon – Lacrosse (1-0-0)
London 1908: Gold, Männer
- Mildred Dolson – Leichtathletik (0-0-1)
Berlin 1936: Bronze, 4 × 100-m-Staffel, Frauen
- John Donnelly – Rudern (0-0-1)
Amsterdam 1928: Bronze, Achter, Männer
- Drew Doughty – Eishockey (2-0-0)
Vancouver 2010: Gold, Männer
Sotschi 2014: Gold, Männer
- Jack Douglas – Eishockey (0-1-0)
Squaw Valley 1960: Silber, Männer
- Murray Dowey – Eishockey (1-0-0)
St. Moritz 1948: Gold, Männer
- Raymond Downey – Boxen (0-0-1)
Seoul 1988: Bronze, Halbmittelgewicht, Männer
- François Drolet – Shorttrack (1-0-0)
Nagano 1998: Gold, 5000 m Staffel, Männer
- Marie-Ève Drolet – Shorttrack (0-1-1)
Salt Lake City 2002: Bronze, 3000 m Staffel, Frauen
Sotschi 2014: Silber, 3000 m Staffel, Frauen
- Nancy Drolet – Eishockey (0-1-0)
Nagano 1998: Silber, Frauen
- Derek Drouin – Leichtathletik (1-0-1)
London 2012: Bronze, Hochsprung, Männer
Rio de Janeiro 2016: Gold, Hochsprung, Männer
- Steven Dubois – Shorttrack (1-1-1)
Peking 2022: Gold, 5000 m Staffel, Männer
Peking 2022: Silber, 1500 m, Männer
Peking 2022: Bronze, 500 m, Männer
- Laurent Dubreuil – Eisschnelllauf (0-1-0)
Peking 2022: Silber, 1000 m, Männer
- Matt Duchene – Eishockey (1-0-0)
Sotschi 2014: Gold, Männer
- George Ducker – Fußball (1-0-0)
St. Louis 1904: Gold, Männer
- Richard Duckett – Lacrosse (1-0-0)
London 1908: Gold, Männer
- Jasmin Duehring – Radsport (0-0-1)
Rio de Janeiro 2016: Bronze, Teamverfolgung, Frauen
- Chloé Dufour-Lapointe – Freestyle-Skiing (0-1-0)
Sotschi 2014: Silber, Moguls, Frauen
- Justine Dufour-Lapointe – Freestyle-Skiing (2-0-0)
Sotschi 2014: Gold, Moguls, Frauen
Pyeongchang 2018: Gold, Moguls, Frauen
- Keltie Duggan – Schwimmen (0-0-1)
Seoul 1988: Bronze, 4 × 100-m-Lagenstaffel, Frauen
- Meagan Duhamel – Eiskunstlauf (1-1-1)
Sotschi 2014: Silber, Team
Pyeongchang 2018: Gold, Team
Pyeongchang 2018: Bronze, Paare
- Albert Duncanson – Eishockey (1-0-0)
Lake Placid 1932: Gold, Männer
- Evan Dunfee – Leichtathletik (0-0-1)
Tokio 2020: Bronze, 50 km Gehen, Männer
- Frank Dunster – Eishockey (1-0-0)
St. Moritz 1948: Gold, Männer
- Lori Dupuis – Eishockey (1-1-0)
Nagano 1998: Silber, Frauen
Salt Lake City 2002: Gold, Frauen